# Hampton Court (Herefordshire)
Hampton Court Castle, også kendt som Hampton Court, er et country house i borgstil i Herefordshire, England. Det ligger i sognet Hope under Dinmore omkring 6 km syd for Leominster. Det er en listed building af første grad.